# 暗體藍子魚
暗體藍子魚為輻鰭魚綱鱸形目刺尾魚亞目藍子魚科的其中一種，於1929年由美國魚類學家Henry Weed Fowler和Barton Appler Bean首次正式描述，模式產地為菲律賓三描禮士省的Masinloc灣，分布於西太平洋區，包括日本南部、斐濟、印尼、澳洲、菲律賓、台灣、馬來西亞、帛琉、泰國、巴布亞紐幾內亞等海域，棲息深度12-30公尺，本魚體呈橢圓形，深且橫向壓縮的身體，其標準長度略大於其深度的兩倍，頭部的背部輪廓微凸，儘管在眼睛正前方和下巴下方有一個微弱的凹痕，形成一個突出的鼻子。前鼻孔有一個低邊緣，其後部擴展為寬瓣，延伸到後鼻孔的一半，背鰭前部有一個斜臥的脊柱，嵌入頸背，整體顏色為深紫褐色，頭部和身體佈滿微小、緊密排列的淺色斑點，淡黃色尾鰭有褐色邊緣，背鰭硬棘13枚、背鰭軟條10枚、臀鰭硬棘7枚、臀鰭軟條9枚，棘刺很堅固並含有毒腺，尾鰭深分叉，體長可達35公分，棲息在珊瑚礁或潟湖，成魚成對生活，以藻類為食，可作為食用魚。 

## 擴展閱讀
維基物種上的相關：暗體藍子魚